# Pollux (hora)
Pollux (4092 m n. m.) je hora ve Walliských Alpách. Leží na hranici mezi Itálií (region Valle d'Aosta) a Švýcarskem (kanton Valais). Přiléhá k Castoru, s nímž tvoří tzv. "Dvojčata" (něm. Zwillinge). Na vrchol je možné vystoupit z Gandegghütte (3030 m n. m.) a Monte Rosa Hut (2795 m n. m.) na švýcarské straně a z Rifugio Mezzalama (3036 m n. m.), Rifugio Teodulo (3327 m n. m.), Rifugio Guide Val d'Ayas (3420 m n. m.) a Bivacco Rossi e Volante (3750 m n. m.) na straně italské. Na horu lze vystoupit také od Malého Matterhornu, kam vede lanová dráha.
Jako první na vrchol vystoupili 1. srpna 1864 Jules Jacot, Josef-Marie Perren a Peter Taugwalder.